# 杜格普利耶
杜格普利耶（Dugopolje）是克羅埃西亞的一個村莊，位於克羅埃西亞南部的達爾馬提亞地區，在行政區劃上屬於斯普利特-達爾馬提亞縣。這裡有人口3469人，其中99.5%是克羅埃西亞人。